# Спатово (дем Долна Джумая)
 Тази статия е за селото в Гърция.  За селото в България вижте Спатово.  
Спатово или Спатьово (на гръцки: Κοίμηση, Кимиси, катаревуса:  Κοίμησις, Кимисис, до 1927 година Σπάτοβον, Спатовон) е село в Гърция, Егейска Македония, дем Долна Джумая (Ираклия), област Централна Македония с 1148 жители (2021).

## География
Селото е разположено в Сярското поле северозападно от град Сяр (Серес) и северно от демовия център Долна Джумая (Ираклия), близко до източния бряг на Бутковското езеро (Керкини). Слято е с Ерникьой.

## История

### Етимология
Според Йордан Н. Иванов името е по изчезналото лично име или прякор Спатьо, Спато.

### В Османската империя
През XIX век Спатово е чисто българско село, числящо се към Демирхисарска кааза на Серския санджак. В „Етнография на вилаетите Адрианопол, Монастир и Салоника“, издадена в Константинопол в 1878 година и отразяваща статистиката на населението от 1873, Спатово (Spatovo) е посочено като село със 185 домакинства, като жителите му са 630 българи.
Според статистиката на Васил Кънчов („Македония. Етнография и статистика“) от 1900 година селото брои 1350 жители, всички българи християни.
През 1891 година Георги Стрезов пише:
| „ | Спатово, село и чифлик на ЮЗ от Демир Хисар, сред пътя за Джумая. Блатиста и твърде плодовита почва; развъждат свинье. Гръцка църква, навремени, и училище. | “ |

След Илинденското въстание в 1904 година по-голямата част от селото минава под върховенството на Българската екзархия По данни на секретаря на Екзархията Димитър Мишев („La Macédoine et sa Population Chrétienne“) в 1905 година християнското население на Спатово се състои от 2000 жители, от които 1280 българи екзархисти и 720 българи патриаршисти гъркомани. В селото функционира 1 българско начално училище с 1 учител и 100 ученици и 1 гръцко с 2 учители и 5 ученици. Но според Христо Силянов след Илинденското въстание в началото на 1904 година цялото село минава под върховенството на Българската екзархия.
В 1904/1905 година в българското училище в селото преподава Георги Николов, с незавършено педагогическо образование.
При избухването на Балканската война в 1912 година 17 души от Спатово са доброволци в Македоно-одринското опълчение.

### В Гърция
Спатово е освободено от османска власт през октомври 1912 година по време на Балканската война от части на Седма пехотна рилска дивизия. Селото попада в пределите на Гърция след Междусъюзническата война в 1913 година. Голяма част от населението на селото се изселва в България - главно в Петрич, Свети Врач и района. През 20-те години на XX век в селото са заселени гърци-бежанци от Мала Азия. Според преброяването от 1928 година, Спатово е смесено бежанско село със 120 бежански семейства с 483 души.
През 1927 година селото е прекръстено на Кимисис, в превод успение.
| Име                | Име       | Ново име  | Ново име | Описание                                                                                                 |
| ------------------ | --------- | --------- | -------- | --- |
| Турлино или Турлин | Τουρλίν   | Мескион   | Μεσκίον  | местност на С от Спатово; от турлия, „птица, която снася яйцата си на земята“, формата на -о е членувана |
| Буница             | Μπουνίτσα | Ксиногало | Ξινόγαλο | местност на СИ от Спатово                                                                                |

## Личности
Родени в Спатово
- Атанас Димитров (1892 – ?), македоно-одрински опълченец, четата на Крум Пчелински[14]
- Велик Динев (1880/1882 – ?), македоно-одрински опълченец, четата на Дончо Златков, 1 рота на 13 кукушка дружина[15]
- Давко Спатовали, брат на Илия Спатовали, български революционер, четник при Коста Мухчината[16]
- Димитър Мазнейков (1926 – 2011), български стопански деец, агроном
- Дине Спатовали, български революционер, заловен в 1897 година и към 1904 година все още е в Серския затвор[16]
- Доне Лазаров (1872 – ?), македоно-одрински опълченец, четата на Крум Пчелински[17]
- Илия Г. Илиев (1862 – ?), македоно-одрински опълченец, 3 рота на 13 кукушка дружина[18]
- Илия Георгиев (1874 – ?), македоно-одрински опълченец, четата на Дончо Златков[19]
- Илия Михайлов (1864 – ?), македоно-одрински опълченец, четата на Дончо Златков[20]
- Илия Спатовали, брат на Давко Спатовали, български революционер, четник при Коста Мухчината[16]
- Лазар Гайдаров, български революционер, деец на ВМОРО, загинал преди 1918 г.[21]
- Личо Николов (1892 – ?), македоно-одрински опълченец, 2 и 3 рота на 7 кумановска дружина[22]
- Начо Спатовали, български революционер, четник при Коста Мухчината[16]
- Павел Димитров (1880 – ?), македоно-одрински опълченец, 2 рота на 13 кукушка дружина, Продоволствен транспорт на МОО[23]
- Павле Ангелов, македоно-одрински опълченец, 31-годишен, четата на Дончо Златков[24]
- Сотир Стоянов (1892 – ?), македоно-одрински опълченец, четата на Крум Пчелински[25]
- Стою Стоянов (1873/1876 – ?), македоно-одрински опълченец, четата на Дончо Златков, 2 рота на 13 кукушка дружина[26]
- Ташо Димитров (1882 – ?), македоно-одрински опълченец, четата на Дончо Златков[27]
- Тимо Ангелов (1878 – ?), македоно-одрински опълченец, четата на Дончо Златков, 2 рота на 13 кукушка дружина[28]
- Тодор Константинов (1891 – ?), македоно-одрински опълченец, четата на Дончо Златков[29]
- Тольо К. Тодев (1889 – ?), македоно-одрински опълченец, 3 рота на 13 кукушка дружина[30]
- Тома Димитров Костов (1882 – ?), македоно-одрински опълченец, 3 рота на 13 кукушка дружина[31]
- Тома Джанкушев, български революционер, деец на ВМОРО, загинал преди 1918 г.[21]
- Христо Лазаров, български революционер, деец на ВМОРО, загинал преди 1918 г.[21]
- Янак Петров (1875 – ?), македоно-одрински опълченец, четата на Дончо Златков[32]

Починали в Спатово
- Сава Захариев Попгеоргиев, български военен деец, поручик, загинал през Първата световна война[33]